# Igor' Vernik
Igor' Ėmil'evič Vernik (Mosca, 11 ottobre 1963) è un attore, doppiatore, conduttore televisivo e radiofonico russo, fino al 1991 sovietico.

## Biografia
È figlio del produttore radiofonico e televisivo Ėmil' Grigor'evič Vernik e fratello gemello del giornalista e critico Vadim Vernik. 
Di formazione teatrale, lavora anche in radio e televisione.
Dal 2023 è sposato in terze nozze con la produttrice televisiva e cinematografica Natal'ja Evgen'evna Šnejderova.

## Filmografia

### Cinema
- Jaguar - regia di Sebastián Alarcón (1986)
- Vzbesivšijsja avtobus - regia di Georgij Natanson (1990)
- Orël i reška - regia di Georgij Nikolaevič Danelija (1995)
- Mamy': - film antologico (2012)
- Groznyj papa - regia di Karen Oganesyan e Yuri Korobeinikov (2022)
- Klipmejkery - regia di Grigory Konstantinopolsky[1] (2023)
- Master i Margarita - regia di Michail Lokšin (2024)

### Televisione
- Kuchnja - serie TV (2012-2016)

## Doppiaggio
- Capitano Pronin in Kapitan Pronin
- Vari in Tuman iz Londona
- Šantagar in Savva. Serdce voina
- Lucius Best / Siberius in Gli Incredibili 2

## Riconoscimenti
- Artista del Popolo della Federazione Russa (2016)